# Дзежонжня
Дзежонжня (пол. Dzierzążnia) — село в Польщі, у гміні Дзежонжня Плонського повіту Мазовецького воєводства.
Населення — 426 осіб (2011).
У 1975-1998 роках село належало до Цехановського воєводства.

## Демографія
Демографічна структура станом на 31 березня 2011 року:
|          | Загалом | Допрацездатний вік | Працездатний вік | Постпрацездатний вік |
| -------- | ------- | ------------------ | ---------------- | -------------------- |
| Чоловіки | 209     | 31                 | 154              | 24                   |
| Жінки    | 217     | 32                 | 124              | 61                   |
| Разом    | 426     | 63                 | 278              | 85                   |